# Giuseppe Caprio
Giuseppe Caprio, italijanski rimskokatoliški duhovnik, škof in kardinal, * 15. november 1914, Lapio, † 15. oktober 2005.

## Življenjepis
17. decembra 1938 je prejel duhovniško posvečenje.
20. maja 1959 je bil imenovan za apostolskega internuncija na Kitajskem. 14. oktobra 1951 je postal naslovni nadškof Apolonije in 17. decembra istega leta je prejel škofovsko posvečenje.
24. decembra 1966 je postal apostolski pronuncij na Kitajskem in 22. avgusta 1967 apostolski pronuncij v Indiji.
19. aprila 1969 je bil imenovan za tajnika Administracije patrimonije Apostolskega sedeža; na tem položaju je ostal do 14. junija 1977, ko je postal uradnik v Rimski kuriji.
28. aprila 1979 je postal propredsednik administracije in 30. junija istega leta je bil povzdignjen v kardinal ter imenovan za kardinal-diakona S. Maria Auxiliatrice in via Tuscolana; 1. julija 1979 je postal predsednik administracije. 
Med 30. januarjem 1981 in 22. januarjem 1990 je bil predsednik Prefekture za ekonomske zadeve Svetega sedeža.
26. novembra 1990 je postal kardinal-duhovnik S. Maria della Vittoria.